# Cadiz hardyi
Cadiz hardyi es un coleóptero de la familia Chrysomelidae.
Fue descrita científicamente por primera vez en 1992 por Andrews & Gilbert.